# Rollo & King
Rollo & King est un groupe danois composé de Søren Poppe et de Stefan Nielsen.
Ils participent pour le Danemark au Concours Eurovision de la chanson en 2001 en compagnie de Signe Svendsen et la chanson Never ever let you go, ils terminèrent à la 2e place.